# Frauenfeinde
Frauenfeinde (Originaltitel: Enemies of Women) ist ein US-amerikanisches Stummfilmdrama aus dem Jahr 1923 von Alan Crosland mit Lionel Barrymore und Alma Rubens in den Hauptrollen. Das Drehbuch basiert auf dem Roman Los enemigos de la mujer von Vicente Blasco Ibáñez.

## Handlung
Nachdem er einen Kosaken in einem Duell getötet hat, flieht Prinz Lubimoff mit Hilfe der Herzogin Alicia, an der er großes Interesse hat, aus Russland. In Paris jedoch hält Lubimoff Alicias Sohn Gaston für einen jungen Liebhaber und verlässt sie. 
Der Prinz und Alicia treffen sich das nächste Mal in Monte Carlo, wo Alicia verzweifelt versucht, an den Spieltischen Geld für Gaston, der in Kriegsgefangenschaft geraten ist, um ihm freizukaufen. In der Zwischenzeit hat Lubimoff, der während der Revolution in Russland den größten Teil seines Vermögens verloren hat, eine kleine Gruppe namens „Feinde der Frauen“ gegründet. Die Umstände führen zu einem Duell zwischen Lubimoff und dem freigelassenen Gaston, der an Herzversagen stirbt. Lubimoff erfährt die Wahrheit und geht, gedemütigt, in den Krieg. Später findet er Alicia als Krankenschwester beim Roten Kreuz und sie suchen Trost in der Liebe des anderen.

## Hintergrund
Am 11. November 1922 wurde berichtet,  dass die Filmgesellschaft sechs Wochen lang Außenaufnahmen in Paris, Nizza und in Monte Carlo drehte, bevor sie am 25. Oktober 1922 Europa verließ. Die Produzenten planten, den Film gleich nach ihrer Rückkehr in die USA in den Cosmopolitan-Studios in New York fertigzustellen.
Joseph Urban war für das Szenenbild zuständig, Paul Poiret und Gretl Urban Thurlow für die Kostüme. 
Szenen mit Louis Wolheim wurden vor der Veröffentlichung herausgeschnitten.

## Veröffentlichung
Die Premiere des Films fand am 15. April 1923 in New York statt. 1924 kam er im Deutschen Reich und in Österreich in die Kinos.

## Auszeichnungen
1923 wurde der Film mit drei Photoplay Awards für die beste Leistung des Monats Juni ausgezeichnet, und zwar als bester Film, für die besten Darsteller (Lionel Barrymore und William Collier jr.)